# Amaranthus palmeri

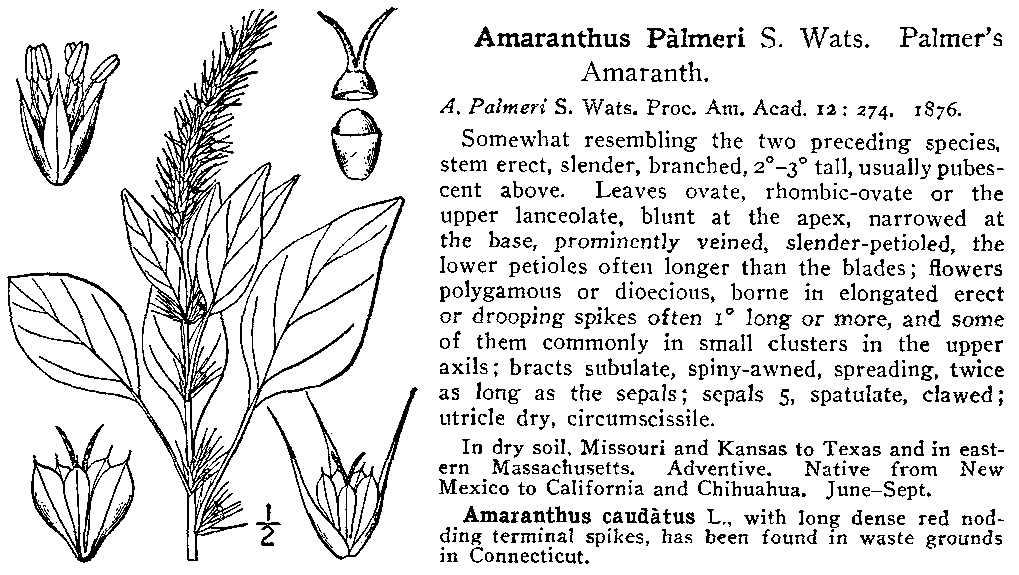
Nathaniel Lord Britton, Addison Brown: An Illustrated Flora of the Northern United States, Canada and the British Possessions, 2. Auflage, 1913

Amaranthus palmeri ist eine Pflanzenart aus der Gattung Amarant (Amaranthus) innerhalb der Familie der Fuchsschwanzgewächse (Amaranthaceae).

## Beschreibung
Amaranthus palmeri bildet Hybride mit einer Reihe verwandter Arten, die teilweise recht häufig sind und vor allem in Hybridschwärmen nach Rückkreuzung nur schwer von den Elternarten zu unterscheiden sind. Zur Unterscheidung ähnlicher ebenfalls als Ackerunkraut wachsender nordamerikanischer Arten vgl.

### Vegetative Merkmale
Amaranthus palmeri wächst als aufrechte, einjährige, krautige Pflanze mit aufsteigenden Seitentrieben. Die oberirdischen Pflanzenteile sind kahl. Stängel und Laubblätter sind grün gefärbt, teilweise rötlich oder rosa überlaufen. Sie erreicht eine Wuchshöhe von regelmäßig etwa einem, in Ausnahmefällen zwei bis drei Metern. Die Laubblätter sind in Blattstiel und Blattspreite gegliedert. Der auffällig lange Blattstiel ist etwa so lang wie die Blattspreite. Die Blattspreite ist rhombisch bis lanzettlich. Nur die Blattspitze trägt ein feines Haar in Verlängerung der Mittelrippe.

### Generative Merkmale
Amaranthus palmeri ist zweihäusig getrenntgeschlechtig (diözisch). Der 20 bis 30 Zentimeter lange Blütenstand ist lang und schmal und dicht mit Blüten besetzt, das Verzweigungsmuster (eine Thyrse) ist dadurch schwer erkennbar. Sie sitzen endständig am Haupttrieb und an den beblätterten Seitentrieben. Wenn blattlose Blütentriebe vorhanden sind, sind diese locker angeordnet und besitzen jeweils ein Tragblatt.
Die eingeschlechtigen Blüten sind fünfzählig. Männliche Blüten besitzen fünf Staubblätter und fünf unscheinbare Kronblätter, die inneren etwa 2,5 bis 3 Millimeter lang und stumpf bis ausgerandet, das jeweils äußerste 3,5 bis 4 Millimeter lang und zugespitzt mit hervortretender Mittelrippe. Die weiblichen Blüten tragen fünf zurückgekrümmte Kronblätter vergleichbarer Länge, mit auffallender verzweigter Aderung, die vier inneren spatelförmig mit ausgerandeter Spitze, das äußerste zugespitzt mit als kleiner Spitze vortretender Mittelrippe. Sie besitzen zwei, selten drei Griffel.
Bei Fruchtreife zerfällt die Frucht in becherförmige Teile. Die Samen sind etwa einen Millimeter lang oder wenig länger und rotbraun gefärbt.

### Chromosomenzahl
Die Chromosomenzahl beträgt 2n = 34.

## Ökologie
Bei Amaranthus palmeri handelt es sich um einen Therophyten; es ist eine sommerannuelle Pflanze. Die Hauptblütezeit liegt im Sommer bis Herbst, es sind aber im ganzen Jahr vereinzelt blühende und fruchtende Exemplare zu finden. Amaranthus palmeri gehört zu den C4-Pflanzen.

## Vorkommen
Amaranthus palmeri ist in Nordamerika ursprünglich vom Südwesten der USA bis in den Norden Mexikos verbreitet. Von hier aus hat sich Amaranthus palmeri durch menschliche Einflussnahme und Verschleppung, insbesondere in Äckern, stark ausgebreitet. So trat sie ab 1962 in Arkansas, ab 1963 in Nebraska, ab 1966 in South Carolina, ab 1967 auch in Florida auf.
Es gibt Fundortangaben für die US-Bundesstaaten Oklahoma, Texas, New Mexico, Nevada, Arizona sowie Kalifornien und für die mexikanischen Bundesstaaten Baja California, Baja California Sur, Chihuahua, Coahuila, Durango, Nuevo León, Sinaloa, Sonora, Tamaulipas, Zacatecas, Colima, Guerrero, Jalisco, Mexico, Michoacán, Morelos, Oaxaca sowie Veracruz. Amaranthus palmeri ist in vielen Gebieten der Welt ein Neophyt. So wurde Amaranthus palmeri als „Unkraut“ zum Beispiel nach Argentinien eingeschleppt.
In Europa existierten unbeständige Einschleppungen als Adventivpflanze nahe Baumwollspinnereien seit 1908, wobei zunächst nur männliche Pflanzen beobachtet wurden. Seit etwa 2007 werden zunehmend Pflanzen beider Geschlechter in Spanien beobachtet, was auf eine beginnende Einbürgerung dort hindeutet. In Europa ist die Art heute eingebürgert in Spanien, Italien, Griechenland, Litauen und Belarus.
Ursprüngliche Habitate von Amaranthus palmeri sind die offenen Uferbänke ganzjähriger (perennierender) oder zeitweise wasserführender (intermittierender) Fließgewässer, in denen sie in schluffigen, sandigen bis kiesigen Substraten wächst. Von diesen natürlichen Standorten ist sie übergegangen auf menschengemachte Standorte mit ähnlichen Standortverhältnissen; zunächst Graben-, Bahn- und Straßenränder, später zunehmend Gartenland und Äcker. 
Im Süden der USA gilt Amaranthus palmeri heute als eines der problematischsten Ackerunkräuter. Obwohl Amaranthus palmeri ihr Areal in den vergangenen Jahrzehnten stark nach Norden hin ausdehnen konnte, ist sie vor allem in nördlicheren Breiten mit kälterem Klima als „Unkraut“ bisher von geringerer Bedeutung, so zum Beispiel in Iowa. Ihre weitere Ausbreitung wird aber befürchtet.

## Taxonomie
Die Erstbeschreibung von Amaranthus palmeri erfolgte 1877 durch Sereno Watson. Traditionell wird die Art mit einer Reihe ähnlicher, ebenfalls zweihäusiger Arten in einer Sektion Saueranthus in der Untergattung Acnida, die von zahlreichen älteren Taxonomen als eigenständige Gattung aufgefasst worden war, geführt. Nach phylogemischer Methodik (Analyse der Verwandtschaft anhand des Vergleichs homologer DNA-Sequenzen) ergab sich unerwartet eine enge Verwandtschaft auch mit einhäusigen Arten wie Amaranthus spinosus. Demnach wäre die traditionelle Untergattung Acnida keine monophyletische Einheit.    

## Frühere Nutzung und heutige Bekämpfung in der Landwirtschaft

### Samensammlung
Samen von Amaranthus palmeri wurde, wie die einiger anderer Amaranthus-Arten Nord- und Südamerikas, von indigenen Völkern wie den Mohave, Chemehuevi, Papago, Cocopa und Tarahumara im heutigen nördlichen Mexiko und Arizona als Nahrung gesammelt. Die Art wurde aber vermutlich nicht landwirtschaftlich angebaut.

### Herbizidresistentes Unkraut
2006 wurde in Georgia erstmals beobachtet, dass Pflanzenexemplare von Amaranthus palmeri eine Resistenz gegen Glyphosat entwickelt hatten. Neben der Resistenz gegen das Totalherbizid Glyphosat existieren Populationen mit Resistenzen auch gegen die meisten anderen gängigen Herbizide wie Atrazin, Diuron und andere Photosynthese-Inhibitoren, gegen Herbizide der Wirkstoffklasse der Dinitroaniline, gegen Imazaquin und andere Imidazolinone und die nach ähnlichem Prinzip (als Acetolactat-Synthase Inhibitoren) wirksamen Sulfonylharnstoffe. Bisher existieren aber noch keine, die gegen alle diese Substanzklassen gleichzeitig resistent wären. Experimentell konnte Herbizidresistenz von Amaranthus palmeri auf eine verwandte Art (Amaranthus rudis) übertragen werden, indem im Experiment die Arten miteinander gekreuzt und die entstandene Hybride mit der Elternart rückgekreuzt wurde. Dass entsprechende Phänomene auch im Freiland auftreten, gilt als sehr wahrscheinlich. Amaranthus palmeri wird deshalb zunehmend zu einem Problem der US-amerikanischen Landwirtschaft. Insbesondere glyphosat-resistente Pflanzen im Baumwoll- und Soja-Anbau stellen ein großes Problem dar: Bei diesen Kulturpflanzen ist die Resistenz gegen das Herbizid transgen auf die Nutzpflanze übertragen worden, worauf die heutigen Anbaumethoden beruhen, indem durch Glyphosat-Einsatz alle Pflanzen außer der resistenten Nutzpflanze abgetötet werden sollen.